# Naxi (langue)
Pour les articles homonymes, voir Naxi (homonymie).
Le naxi est la langue du peuple Naxi, vivant dans la province du Yunnan en Chine.  

## Classification
Le naxi est une langue sino-tibétaine proche du sous-groupe birman-yi ; son affiliation génétique précise demeure l'objet de discussions. Selon les informations retenues par le site Glottolog, le naxi constitue avec le lazé et le na le sous-groupe des langues na au sein des langues na-qianguiques. Ce sous-groupe constitue, avec le namuyi et le shixing, le groupe des langues naïques, un groupe rattaché aux langues tibéto-birmanes. Le na est souvent présenté comme étant un dialecte oriental du naxi, alors que les deux langues ne sont pas intercompréhensibles.

## Écriture
Le naxi a une écriture recourant à des caractères pictographiques. Le naxi utilise en fait 
conjointement deux écritures :
- l'écriture dongba, comprenant environ 1 400 caractères, dont 90 % sont des pictogrammes, parfois utilisés pour leur valeur phonétique (comme dans un rébus) ;
- l'écriture geba (en), un syllabaire complémentaire comprenant au moins 128 caractères de base[3].

L'emploi de ces écritures était essentiellement restreint aux sphères religieuses. Elles ne sont plus en usage aujourd'hui. Comme les hiéroglyphes égyptiens, les pictogrammes naxi tiennent une place importante dans l'économie touristique : des séquences de pictogrammes sont reproduites sur divers objets destinés au marché touristique.
Récemment, une romanisation du naxi en alphabet latin a été proposée, semblable par certains points au pinyin ; mais cette nouvelle écriture, phonétique, n'est actuellement utilisée que par un très petit nombre de locuteurs. Le naxi est remplacé par la langue chinoise (véhiculée par les médias, l'enseignement...) dans un nombre croissant de situations sociales.
Le botaniste et linguiste Joseph Rock a contribué à la préservation de l'écriture pictographique des Naxi en rédigeant le premier dictionnaire Naxi au début du XXe siècle. Depuis, un nombre relativement important d'ouvrages décrivant cette écriture ont été publiés en Chine.

## Sources
- Boyd Michailovsky et Alexis Michaud (2006), Syllabic inventory of a Western Naxi dialect, and correspondence with Joseph F. Rock’s transcriptions, Cahiers de Linguistique - Asie Orientale  35:1, p. 3–21. (Contient les références d'autres ouvrages linguistiques au sujet de la langue naxi.)
- Michaud, Alexis. 2006. “Replicating in Naxi (Tibeto-Burman) an experiment designed for Yorùbá: An approach to ‘prominence-sensitive prosody’ vs. ‘calculated prosody’”, Proceedings of Speech Prosody 2006, Dresden. Available online.
- (en) Alexis Michaud, « Three extreme cases of neutralisation: nasality, retroflexion and lip-rounding in Naxi », Cahiers de Linguistique Asie Orientale, vol. 35, no 1,‎ 2006, p. 23–55 (DOI 10.3406/clao.2006.1746, lire en ligne)
- (en) Alexis Michaud, « The tones of numerals and numeral-plus-classifier phrases: on structural similarities between Naxi, Na and Laze », Linguistics of the Tibeto-Burman Area, vol. 34, no 1,‎ 2011, p. 1-26